# Olbia-Tempio
Olbia-Tempio is een voormalige Sardijnse provincie. Omdat Sardinië een autonomie regio is kan dit binnen de regionale raad geregeld worden. Olbia-Tempio is ontstaan uit delen van de provincies Nuoro en Sassari. De twee hoofdsteden van de provincie Olbia-Tempio waren Olbia en Tempio Pausania. In 2016 werd de provincie opgeheven en geheel opgenomen in de provincie Sassari.
De provincie omvatte de streek Gallura, de archipel van La Maddalena, en de wereldberoemde Costa Smeralda. Het mondaine Porto Cervo was de belangrijkste plaats aan de kust. Veertien kilometer ten oosten van Olbia ligt het eiland Tavolara in zee. De kust ervan rijst steil 500 meter omhoog vanuit zee. De archipel van La Maddalena heeft de status van nationaal park. Het binnenland is zeer dunbevolkt, en moeilijk toegankelijk door het ontbreken van een goed wegennet.